# Štrpci
Štrpci (cyr. Штрпци) – wieś w Bośni i Hercegowinie, w Republice Serbskiej, w gminie Rudo. W 2013 roku liczyła 255 mieszkańców.